# Синчжунхой
Синчжунхой (кит. трад. 興中會, упр. 兴中会, пиньинь Xīngzhōnghuì, букв. Общество возрождения Китая) — первая китайская революционная организация, созданная Сунь Ятсеном в 1894 году в Гонолулу (Гавайские острова).
В 1895 отделения общества были созданы в Сянгане (Гонконг) и Гуанчжоу. Численность Синчжунхоя не превышала 300 членов, организация не имела развернутой программы, ставила лишь общую цель свержения маньчжурской монархии и «восстановления суверенитета Китая». В октябре 1895 года Синчжунхой предпринял попытку поднять восстание в Гуанчжоу, окончившуюся неудачей. В 1900 году им было организовано восстание в округе Хуэйчжоу (провинция Гуандун), в котором участвовали крестьяне — члены тайных обществ. Восстание потерпело поражение. В 1905 году члены Синчжунхоя вступили в общекитайскую революционную партию Тунмэнхой.

Китайское написание Синчжунхой (старый стиль)